# Richard B. Russell
Richard Brevard Russell Jr. (Winder, 2 novembre 1897 – Washington, 21 gennaio 1971) è stato un politico statunitense.
È stato uno dei più influenti politici americani del XX secolo, ricoprendo ininterrottamente importanti cariche politiche nazionali per quattro decenni e divenendo consigliere di fiducia di vari presidenti degli Stati Uniti d'America.

## Biografia

### Governatore della Georgia

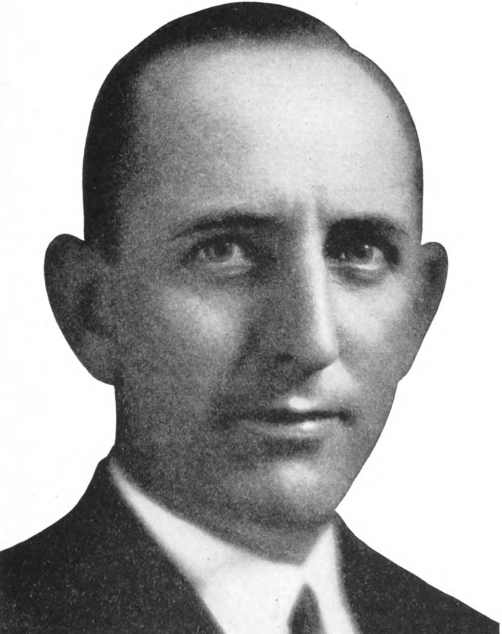
Russell negli anni '30.

Nacque nel 1897 a Winder, figlio di Richard Brevard Russell Sr., giudice e a sua volta candidato governatore della Georgia in svariate occasioni, tutte risoltesi in insuccessi. Seguì a sua volta la carriera forense, divenendo avvocato. Arruolato nella marina statunitense nel 1918, non partecipò alla prima guerra mondiale perché impiegato nella riserva.
Coinvolto fin da giovanissimo in politica, appena 23enne venne eletto all'Assemblea georgiana, ricoprendo varie cariche interne fino al 1930, anno in cui si candidò a governatore della Georgia. Riuscì a vincere le elezioni promuovendo il rinnovamento delle infrastrutture statali e il taglio dei costi amministrativi a seguito della Grande depressione, riducendo enormemente la burocrazia georgiana e tagliando la spesa pubblica di circa il 20%.

### Senatore degli Stati Uniti
Nonostante fosse favorito per la rielezione, la morte nel 1932 del senatore William J. Harris lasciò la carica vacante e spinse Russell a competere per il posto, che conquistò agevolmente poco dopo. Solo nel 1936 dovette scontrarsi seriamente col rivale politico Eugene Talmadge per rinnovare il seggio, mentre in seguito venne eletto senza più alcuna opposizione fino al 1971, anno della morte.
A trentacinque anni era uno dei senatori statunitensi più giovani di sempre, e la sua fedeltà a Franklin Delano Roosevelt (di cui era buon conoscente) ne favorì presto l'ascesa ai vertici del Partito Democratico. Fu tra i più accaniti sostenitori del New Deal, e come ricompensa il presidente lo nominò membro di varie commissioni parlamentari, segnatamente quella sull'Agricoltura: Russell si fece quindi campione delle istanze degli agricoltori georgiani, assicurandosi così il blocco dei voti rurali.
Durante la seconda guerra mondiale visitava spesso i militari americani impegnati sui vari fronti, anche se personalmente disapprovava il coinvolgimento statunitense, così come la successiva istituzione delle Nazioni Unite e della NATO a trazione di Washington. In un telegramma del 7 agosto 1945 al nuovo presidente Harry S. Truman Russell chiese il proseguimento a oltranza della guerra fino all'annientamento totale del Giappone, promuovendo un trattamento simile a quanto riservato in Europa alla Germania nazista e la destituzione di Hirohito e del sistema imperiale nipponico ("Questa era una guerra totale finché i nostri nemici erano in vantaggio. Perché ora dovremmo cambiare le regole?"). Si oppose agli interventi armati americani prima in Corea e poi in Vietnam, non vedendo necessario un coinvolgimento diretto della nazione (come invece riteneva fosse nella crisi dei missili di Cuba per la potenziale minaccia alla sicurezza americana), ma le sue istanze rimasero inascoltate.

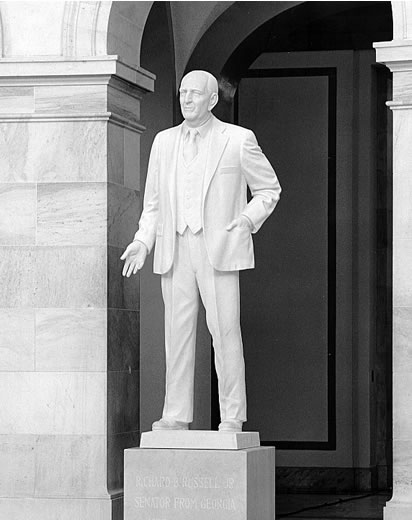
Statua di Richard B. Russell a Washington D.C.

Contemporaneamente, per accattivarsi il sostegno del suprematismo bianco, Russell si oppose strenuamente alla concessione dei diritti civili agli afroamericani, affossando per molti anni ogni legge o delibera governativa che tentasse di implementarli. Solo nel 1964 la maggioranza democratica al Senato degli Stati Uniti venne meno e il blocco di Russell fu vanificato; la sua opposizione, che non cessò neanche dopo questa sconfitta, con tutta probabilità arrivò a costargli la candidatura a presidente degli Stati Uniti. Già nel 1948 era stato proposto come candidato alternativo a Truman, ma il suo rifiuto di avallare il Dixiecrat gli fece perdere molti consensi; nel 1952 invece si presentò alle primarie democratiche, ma venne infine sconfitto da Adlai Stevenson II. Viste frustrate le proprie ambizioni presidenziali, Russell preferì infine favorire la carriera del suo delfino Lyndon Johnson, che divenne presidente nel 1963.
Dedito interamente alla politica, non si sposò mai né ebbe figli. Eletto presidente pro tempore del Senato degli Stati Uniti nel 1969, terza carica più alta dello Stato, morì improvvisamente nel 1971 per un enfisema. In suo onore sono chiamate varie infrastrutture pubbliche, tra cui una diga e un aeroporto.